# 万里洋子
万里洋子（まり ようこ、本名：浪岡万里（旧姓：久永）、1969年1月29日 - ）は、日本の元女優。東京都出身。帝京女子短期大学（現・帝京大学短期大学）卒。

## 経歴
1987年頃から本名の久永万里（ひさなが まり）名義でグラビア等で活動を開始し、1989年に、テレビ朝日開局30周年記念ドラマ『氷点』のヒロイン・辻口陽子役でデビュー。芸名は本名と役柄のそれぞれの名を組み合わせたものである。その後もドラマを中心に活動した他、テレビ朝日のオープニング・クロージング（ID）の映像のモデルも務めたが、22歳の時に結婚、27歳で芸能界を引退した。
昭和天皇崩御に伴った特別編成（1989年1月7日 - 8日）が終了した後にも、万里が出演したテレビ朝日のクロージングの映像が通常通り放送された。
2023年8月30日放送のテレビ朝日『あいつ今何してる? 2時間SP』に出演、仕事に自信を失くし27歳で引退したこと、現在は自宅とオンラインで料理教室を主宰していることを語った。

## 出演作品

### 映画
- 公園通りの猫たち
- さらば愛しのやくざ
- 修羅の伝説
- 仮面ライダーJ（1994年） - ハチ女ズー 役

### テレビ
- テレビ朝日開局30周年記念ドラマ『氷点』（1989年4月6日 - 7日、テレビ朝日） - 辻口陽子 役
- テニス少女夢伝説!愛と響子（1990年4月 - 9月、大映テレビ・フジテレビ） - 響子 役
- シリーズ街『ザ・校則』
- 大江戸捜査網 第2話「賽の目に泣く父娘の絆」（1990年、テレビ東京）※・橋爪淳版
- 水戸黄門（TBS / C.A.L）
  - 第20部 第20話「弥七を狙う女 -八代-」（1991年） - お雪 役
  - 第23部 第5話「涙でついた母の嘘 -追分-」（1994年） - お紀乃 役
- 火曜サスペンス劇場「女検事・霞夕子8 死なれては困る」（1991年、日本テレビ）
- 土曜ワイド劇場「女医・翔子の華麗なる復讐」（1994年、テレビ朝日）
- さすらい刑事旅情編Ⅶ 第6話「名門令嬢の秘密！？呼出電話の罠」（1994年、テレビ朝日/東映） - 山川百合子 役
- 名奉行 遠山の金さん 第7シリーズ 第20話「名探偵?金さん岡っ引きになる」（1996年、テレビ朝日 / 東映） - 深雪 役